# Verbascum pedunculosum
Verbascum pedunculosum är en flenörtsväxtart som beskrevs av Carl Ernst Otto Kuntze. Verbascum pedunculosum ingår i släktet kungsljus, och familjen flenörtsväxter. Inga underarter finns listade i Catalogue of Life.